# Bardwell (Texas)
Bardwell é uma cidade localizada no estado norte-americano de Texas, no Condado de Ellis.

## Demografia
Segundo o censo norte-americano de 2000, a sua população era de 583 habitantes. 
Em 2006, foi estimada uma população de 631, um aumento de 48 (8.2%).

## Geografia
De acordo com o United States Census Bureau tem uma área de 
0,7 km², dos quais 0,7 km² cobertos por terra e 0,0 km² cobertos por água.

## Localidades na vizinhança
O diagrama seguinte representa as localidades num raio de 20 km ao redor de Bardwell. 